# Гетто в Опсе
Гетто в О́псе (июнь 1942 — сентябрь 1942) — еврейское гетто, место принудительного переселения евреев посёлка Опса Браславского района Витебской области и близлежащих населённых пунктов в процессе преследования и уничтожения евреев во время оккупации территории Белоруссии войсками нацистской Германии в период Второй мировой войны.

## Оккупация Опсы и создание гетто
Местечко Опса было захвачено немецкими войсками в июле 1941 года, и оккупация продлилась до 4 июля 1944 года.
Немцы заставили евреев создать юденрат, председателем которого поставили Давида Левина.
Реализуя нацистскую программу уничтожения евреев, немцы создавали гетто почти во всех городах и населённых пунктах Беларуси, где проживало еврейское население. Так и в Опсе в июне 1942 года оккупанты согнали евреев в гетто.
Над евреями безнаказанно издевались. Побоями заставляли ползать по траве и есть её. Моше Арона таскали по улицам, привязанного верёвкой к коню.

## Уничтожение гетто
В апреле 1942 года большинство евреев из Опсы были переселены в гетто Браслава.
К 1 июля 1942 года в Опсовском гетто оставалось в живых ещё 300 (235) евреев.
В начале сентября 1942 года, накануне еврейского Нового года Рош а-Шана, гитлеровцы устроили в Браславе ещё одно гетто, названное впоследствии «Опсовское», потому что туда перегнали последних живых евреев из Опсы и других ближних деревень. 19 марта 1943 года, накануне праздника Пурим, немцы окружили это гетто, отвели всех узников к заранее вырытым расстрельным рвам и убили.

## Сопротивление
Во время уничтожения «Опсовского» гетто в Браславе несколько евреев, перемещенных из гетто Опсы, оказали сопротивление немцам и полицейским. Они заранее заготовили и спрятали железные прутья и ведра с известью. Когда убийцы вошли в дом, в лицо им полетела известь. Мейлах Муниц вырвал пистолет у ослеплённого немца, застрелил его, переоделся в его форму, вышел из дома и успел расстрелять несколько карателей, пока не убили его самого.
Лейзер Беляк застрелил из пистолета немца и двух полицаев, затем, раненый, сумел скрыться и прятался в деревне. Но вскоре нашелся предатель, который выдал его за мешок соли.
Моше Барух Банк напал на немца и откусил ему палец. Его привязали к коню и таскали по брусчатке, пока он не умер. Сопротивление оказали Нафтали Фишер, Абраша Фишер и Абраша Ульман, который перед смертью успел убить двух полицаев.

## Память
Братская могила узников «Опсовского» гетто Браслава находится у дальней стены Мемориала жертвам Катастрофы в Браславе.
В 1983 году на могиле погибших евреев в Опсе был насыпан курган со скульптурной композицией.
Опубликованы неполные списки погибших евреев из Опсы.